# مجتبی مقتدایی
مجتبی مقتدایی (زادهٔ ۱ فروردین ۱۳۷۵) بازیکن فوتبال اهل ایران است که در پست مدافع راست برای باشگاه فوتبال نود ارومیه بازی می‌کند.
وی بازی خود را از پایه‌های صنعت نفت آبادان آغاز کرده و عضویت در تیم ملی نوجوانان و جوانان ایران را نیز در کارنامه خود دارد.
وی هم اکنون در تیم استقلال دوشنبه تاجیکستان بازی می‌کند.
وی اهل شهرستان آبادان است.